# Arius latiscutatus
Arius latiscutatus är en fiskart som beskrevs av Günther, 1864. Arius latiscutatus ingår i släktet Arius och familjen Ariidae. Inga underarter finns listade i Catalogue of Life.